# Wang Chang
Wang Chang (chinesisch 王昶, Pinyin Wáng Chǎng, * 7. Mai 2001 in Ningbo) ist ein chinesischer Badmintonspieler.

## Karriere
Wang Chang gewann bei der Badminton-Juniorenweltmeisterschaft 2018 sowohl Gold im Herrendoppel und als auch Gold mit dem Team. Bei der Weltmeisterschaft 2023 erkämpfte er sich Bronze im Doppel. 2024 nahm er an den Olympischen Sommerspielen teil und wurde dort Zweiter im Herrendoppel.